# 올호바야역
올호바야역(러시아어: Ольховая)은 모스크바 지하철 소콜니체스카야 선의 역이다. 2019년 6월 20일에 개장했다.

## 역사
이 역은 2016년 초 모스크바 지하철 개발 계획에 등장했다. 2017년 6월, 이미 건설 공사가 개시된 살라리예보 역에서부터 건설 작업이 진행되었고 7월에 관련 연대기 갱신 프로젝트가 공식적으로 승인되었다. 2018년 3월 16일, 정부 조달 웹 사이트에서 2019년 4월 28일까지 살라리예보 이남 구간의 건설 공사를 위한 입찰이 시작되어 2019년 6월 20일에 개장하였다.

## 지리
소센스키 정착지에 있는 뉴 모스크바에 위치하고 있다. 올호브 거리와 두브브브카 주거 단지에서 550m 떨어진 곳에 위치한다.

## 구조
올호바야 역의 원래 프로젝트는 지상에 건설될 예정이었지만 나중에 지하로 변경되었다. 1면 2선의 섬식 승강장 구조이다.